# 月球距離

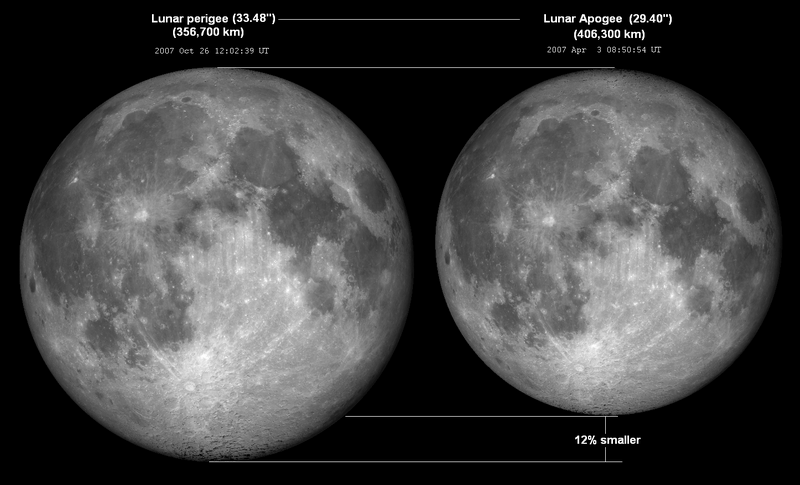
月球在近地點和遠地點的大小比較。

月球繞地球、大小和距離的相對比例。

月球距離 (LD) 是天文學上從地球到月球的距離，從地球到月球的平均距離是 384,399公里（238,854英里）。因為月球在橢圓軌道上運動，實際的距離隨時都在變化著。
高精準的月球距離是測量雷射雷達的光線往返於地球和放置在月球上的錐稜鏡所花費的時間。
月球雷射測距實驗測出月球以平均每年3.8公分的螺旋路徑逐漸遠離地球。巧合的是，在月球上的反光角錐直徑也是3.8公分。 
第一位嘗試測量月球距離的人是西元前2世紀的喜帕恰斯，他只是簡單的使用三角學。測量出的距離與實際距離的誤差大約是26,000公里，或13%。
NASA的近地天體目錄中，小行星和彗星的距離包括以月球距離為單位 （页面存档备份，存于）測量的數值。